# Salvia palmeri
Salvia palmeri är en kransblommig växtart som först beskrevs av Asa Gray, och fick sitt nu gällande namn av Greene (pro. sp.. Salvia palmeri ingår i släktet salvior, och familjen kransblommiga växter. Inga underarter finns listade i Catalogue of Life.